# 完全中學
完全中學是種學校制度，為同时设立初級中學部、高級中學部的中學，或同時設有大學預科課程的中學。

## 中國大陸
在中国大陸，同时设立初中部及高中部的中学就是完全中学。由于历史的原因，一些曾经开设初中但后来取消了初中部或者不直接开设的，仍然被称为完全中学。

## 香港

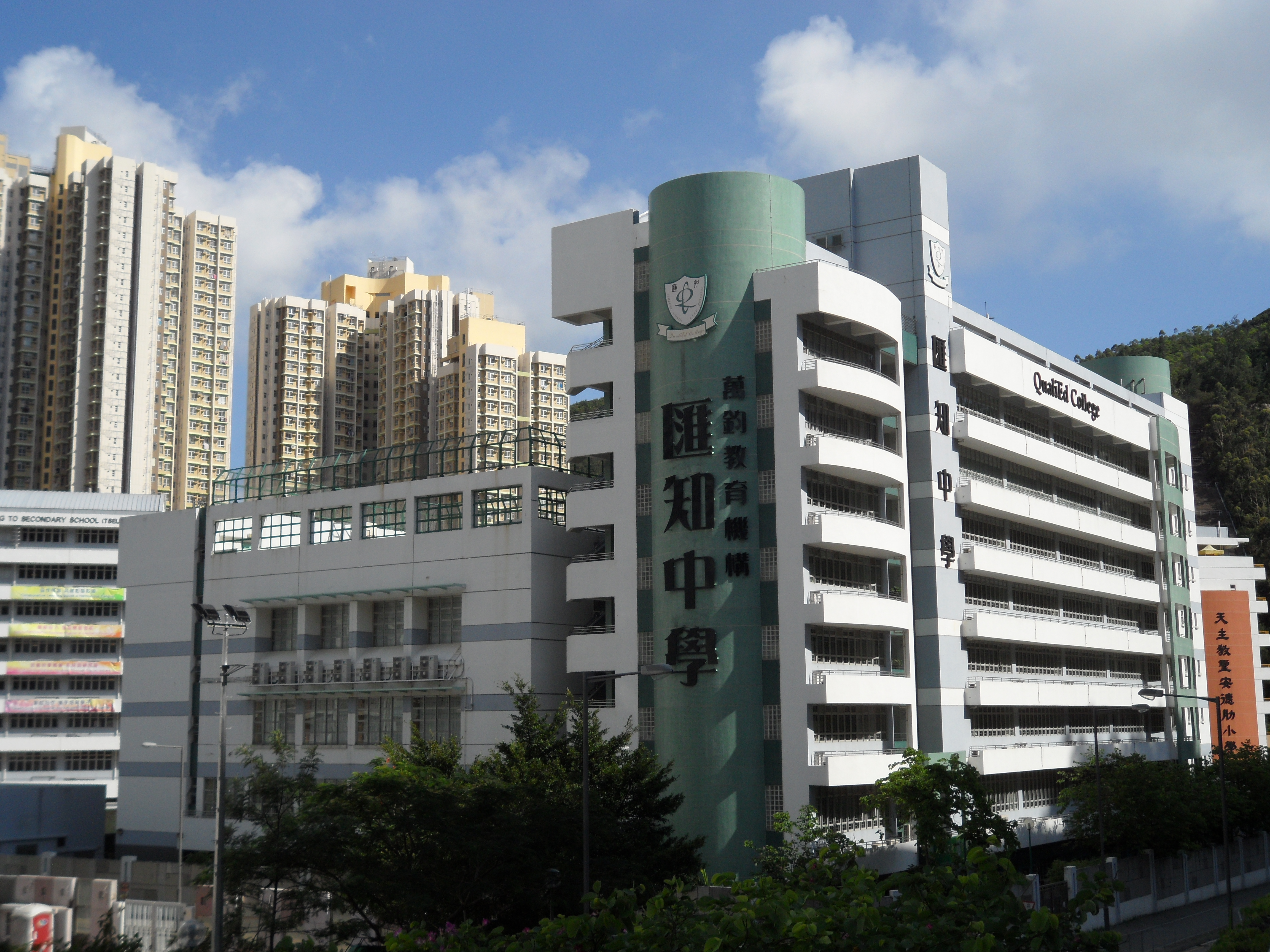
香港匯知中學是一所完全中學

在香港，完全中學屬於主流的中學類型，即大部分中學都開辦中一至中六課程。在舊學制（2012年之前）下，這類中學一般會開辦中一至中七課程；當中，中一至中五不會正式地被分為「初中」和「高中」，但中六至中七可稱為「預科」（Advanced-Level）。
在新學制（2012年至今）下，這類中學則一般會開設中一至中六的課程；當中，中一至中三為「初中」，中四至中六為「高中」。近年來，一些專門以初中離校生為招生對象的高中學校陸續出現，如中華基督教會公理高中書院（已轉作完全中學，更名中華基督教會公理書院）、明愛華德中書院（於2024年與明愛胡振中中學合併，轉作津貼完全中學）和大型補習社如遵理學校，現代教育開辦的日校等，在中六時也有分升讀班或重讀班，但因各高中書院不被家長與學生青睞，導致招生困難，因而之後紛紛申請增設初中。早在2015-16學年高中書院就僅剩三間。2022年9月中華基督教會公理高中書院開辦初中課程，並將校名中「高中」二字刪除，意味著香港所有高中書院皆改為完全中學。
此外，在舊學制中一些學校專門提供預科課程，稱為预科学校，並保送學生參加香港高級程度會考以進入大學，較著名的有恒生商學書院和保良局莊啟程預科書院等。因應三三四高中教育改革的實施，香港預科課程於2012年被取代，這些學校亦要另覓出路，如轉型為高中學校、高等教育機構或完全中學等。

## 台灣
臺灣在1968年實施九年國民義務教育以前，中學分為初級中學與高級中學。當時省立中學許多都是完全中學，同時設立高中部與初中部，僅有少數是純高級中學。縣市立中學則多是初級中學為主，少數幾間則有高中部。後來為降低國民學校學生參加初中聯考的升學壓力而陸續於新竹縣、台北市、台南市、苗栗縣與高雄市實施省辦高中，縣市辦初中措施。1968年實施九年國教時，確立省辦高中，縣市辦國中原則，因此高級中學與國民中學多是分別設立，只有部分私立學校和公立實驗中學為完全中學。1979年高級中學法通過之後，明訂高中允許設立國民中學部或職業類科，因此各私立中學改制為高級中學，開始以高中附設國中部的完全中學形式。
1990年代以後，因高中需求量增加，政府政策有所調整，各縣市為擴大高中學生招生數額，出現許多原本以國中為基礎，增設高中部的完全中學，初期由於高中僅能由省或直轄市設立，因此只能稱為「中學」（High School），後來1999年《高級中學法》賦予縣市政府設立高中權限後，各縣市立中學紛紛更名為縣市立高級中學（Senior High School）。

### 政府成立
少數完全中學，為單獨成立，由市府支出，並非由教育部掌管。而其他國立高中，財政狀況大多不理想，使得教育經費日益困窘，須透過教育部補助或申請高中優質化、均質化等專案經費挹注。

#### 臺北市
因涉及高中招生的「直升比率」，近來廢除完中聲浪高漲。

#### 新北市
為在2014學年度時達到四成五公立高中職就學率目標，新北市政府教育局積極成立設校快、費用省的完全中學。

#### 桃園市
因高中部及國中部性質差異過大，桃園市公立的完全中學多已經各自分立。2002年平鎮高中國中部獨立設校，復名為桃園縣立平鎮國民中學。2008年壽山國中因應改制桃園縣立壽山高級中學，國中部停止招生，原國中部學區新生轉至龜山國中、幸福國中就讀，高中部及國中部僅共存一學年度。2008年大漢國中因應改制桃園縣立大溪高級中學，國中部停止招生，原國中部學區新生轉至大溪國中就讀，高中部及國中部僅共存一學年度。2011年南崁高中國中部獨立設校，復名為桃園縣立南崁國民中學。2017年5月桃園市政府教育局欲將桃園市立建國國民中學發展為市立技術型高級中等學校兼完全中學、增設商業職科，因校園空間不足等因素遭受一百多名校內教師連署反對。同年6月桃園市市長鄭文燦在議會備詢時，明確表示建國完全中學計畫不可行。2018年永豐高中旁正在進行市地重劃，規劃將高中部和國中部分開，讓國中部移到新的重劃區新設桃園市立永豐國民中學
。

#### 特殊目的
在臺灣，為了因應特殊障礙之孩童，由縣市獨立設置之學校不在少數。考量其升學困難，均採行完全中學制度。部分公立或私立學校則採行「特殊教育班」之制度提供其就學意願。

### 私人成立
部分完全中學為私人財團或團體所成立。在台灣也常見為紀念宗教所成立。

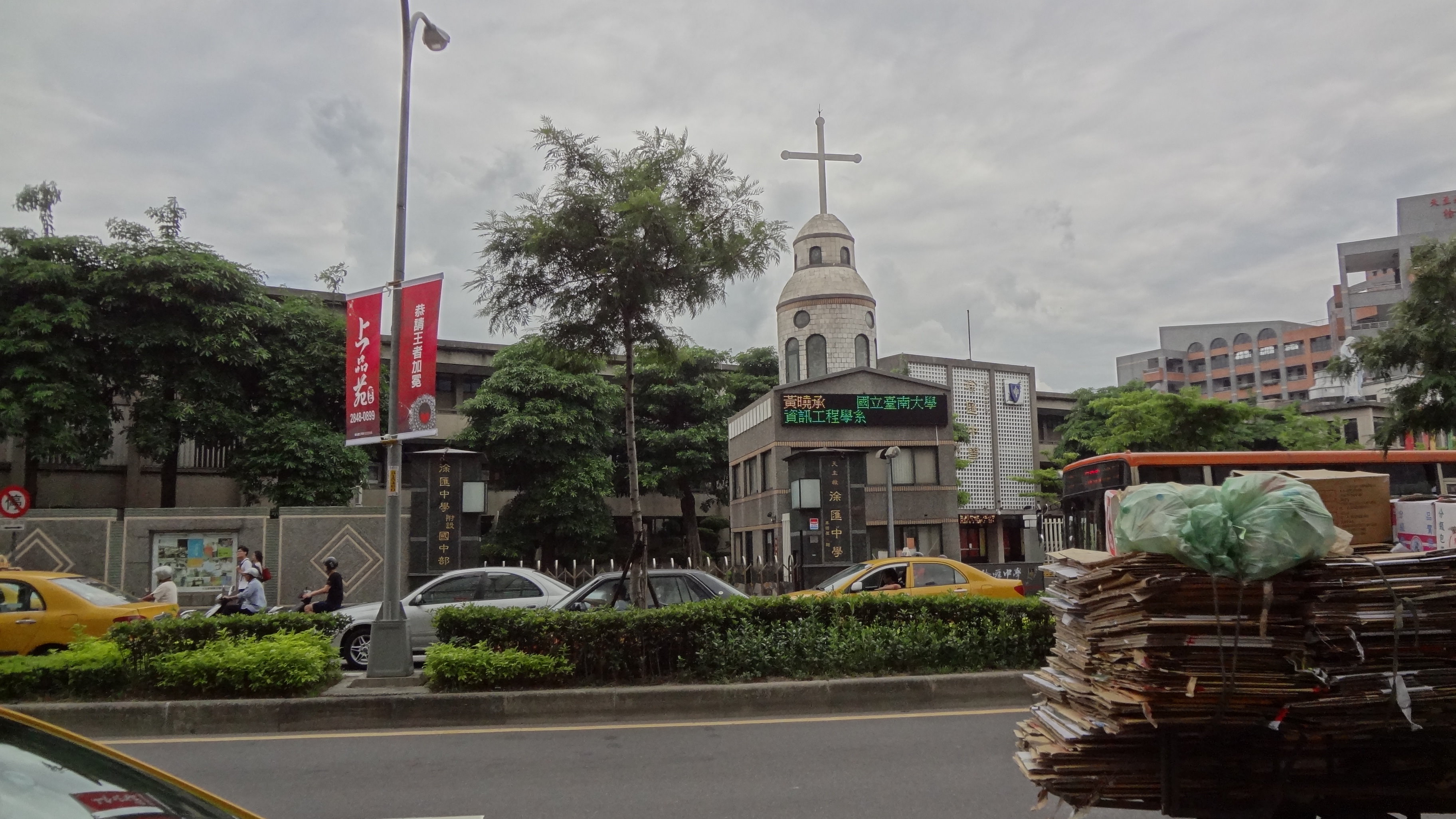
新北市私立徐匯高級中學，為全台唯一私立男子學校。

## 日本
在日本，完全中學稱為「中等教育學校」或「中高一貫校」，其中「中」指中學校（初中）、「高」指高等學校（高中）；部分私立學校甚至會設置小學部，稱為「小中高一貫校」。實施完全中學學制的私立學校多以「學園」為名。